# 拉高德城堡
拉高德城堡（Château de la Gaude）是普罗旺斯地区艾克斯的一个酒店，美食餐厅和商店。

## 位置
它位于普罗旺斯地区艾克斯的邦奇纳路（Route des Pinchinats）。，与另一座受保护的城堡米格纳德城堡（Château de la Mignarde）处于同一条道路上，只是更北一些。

## 历史
它建于18世纪，占地17公顷。 楼高三层，车道两旁是栗树。 花园里有池塘、喷泉、带紫杉迷宫的园林、露台，甚至还有一条小径供捕猎蝴蝶。 此外，还有一个小圣堂。 庄园里还有葡萄园，出售葡萄酒。。
它归迪迪埃·布莱斯（Didier Blaise）所有。

## 建筑
1963年，该建筑列为法国历史遗迹。